# Teutonia Lippstadt
Teutonia Lippstadt (offiziell: Lippstädter Spielverein Teutonia 08 e. V.) ist ein Sportverein aus Lippstadt im Kreis Soest in Nordrhein-Westfalen. Der Verein wurde im März 1908 gegründet und bietet die Sportarten Badminton, Boxen und Schwimmen an. Im Fußball spielte die Teutonia zwischen 1979 und 1983 in der damals drittklassigen Oberliga Westfalen. Am 4. Juni 1997 fusionierte die Fußballabteilung der Teutonia mit der von Borussia Lippstadt zum SV Lippstadt 08.

## Geschichte

### Von der Gründung bis zum Zweiten Weltkrieg (1908 bis 1945)
Anfang März 1908 gründeten sechs junge Männer den 1. Lippstädter Fußballclub „Teutonia“, der drei Jahre später in den Westdeutschen Spielverband aufgenommen wurde. Im Jahre 1913 erreichte die Teutonia mit dem Aufstieg in die B-Klasse der erste sportliche Erfolg. 1921 schloss sich der Verein SV Westfalia Lippstadt der Teutonia an, die den Aufstieg in die A-Klasse schaffte. Am Himmelfahrtstag des gleichen Jahres wurde das Stadion Am Waldschlösschen eingeweiht. Im Jahre 1927 stieg die Teutonia nach zwei Entscheidungsspielen gegen Minden 05 in die Ostgruppe der Bezirksliga Westfalen auf, die damals die höchste Spielklasse darstellte. Nach einem 2:2 beim Hinspiel in Minden setzte sich die Teutonia im Rückspiel auf eigenem Platz mit 2:0 durch.
Der Sprung in die höchste Spielklasse war nicht unproblematisch. Die Teutonia kassierte in der Aufstiegssaison 1927/28 bei Arminia Bielefeld eine 1:9-Niederlage und die SpVgg Herten setzte sich im Spiel gegen die Lippstädter mit 9:2 durch. Ein Jahr später wurde die Mannschaft Tabellendritter hinter Arminia Bielefeld und der Hammer SpVg. Die Teutonia konnte bei diesen beiden Mannschaften jeweils Auswärtssiege feiern und qualifizierte sich damit für die Bezirksliga Westfalen, die jedoch nur ein Jahr Bestand hatte. In dem acht Mannschaften umfassenden Teilnehmerfeld wurde die Teutonia Sechster. Während die Mannschaft am Waldschlösschen keinen Sieg feiern konnte, gelang ein 2:1-Sieg beim VfL Osnabrück.
Nach einigen Jahren im Mittelfeld der Tabelle verpasste die Teutonia 1933 die Gauliga Westfalen und spielten in der zweitklassigen Bezirksliga Ostwestfalen weiter, wo die Mannschaft 1938 Vizemeister hinter Arminia Bielefeld wurde. Im Jahre 1942 gewannen die Lippstädter die Meisterschaft. In der anschließenden Aufstiegsrunde scheiterte die Teutonia wie Preußen Münster am STV Horst-Emscher. Zur Saison 1944/45 wurde die Teutonia ohne sportliche Qualifikation in die Gauliga aufgenommen. Der Spielbetrieb wurde wegen des Zweiten Weltkrieges abgebrochen, noch bevor die Teutonia zum ersten Mal spielte. Ab Oktober 1944 bildete die Teutonia mit den Lokalrivalen Borussia und Luftwaffensportverein Lipperbruchbaum eine Kriegsspielgemeinschaft.

### Fahrstuhljahre nach dem Krieg (1945 bis 1969)

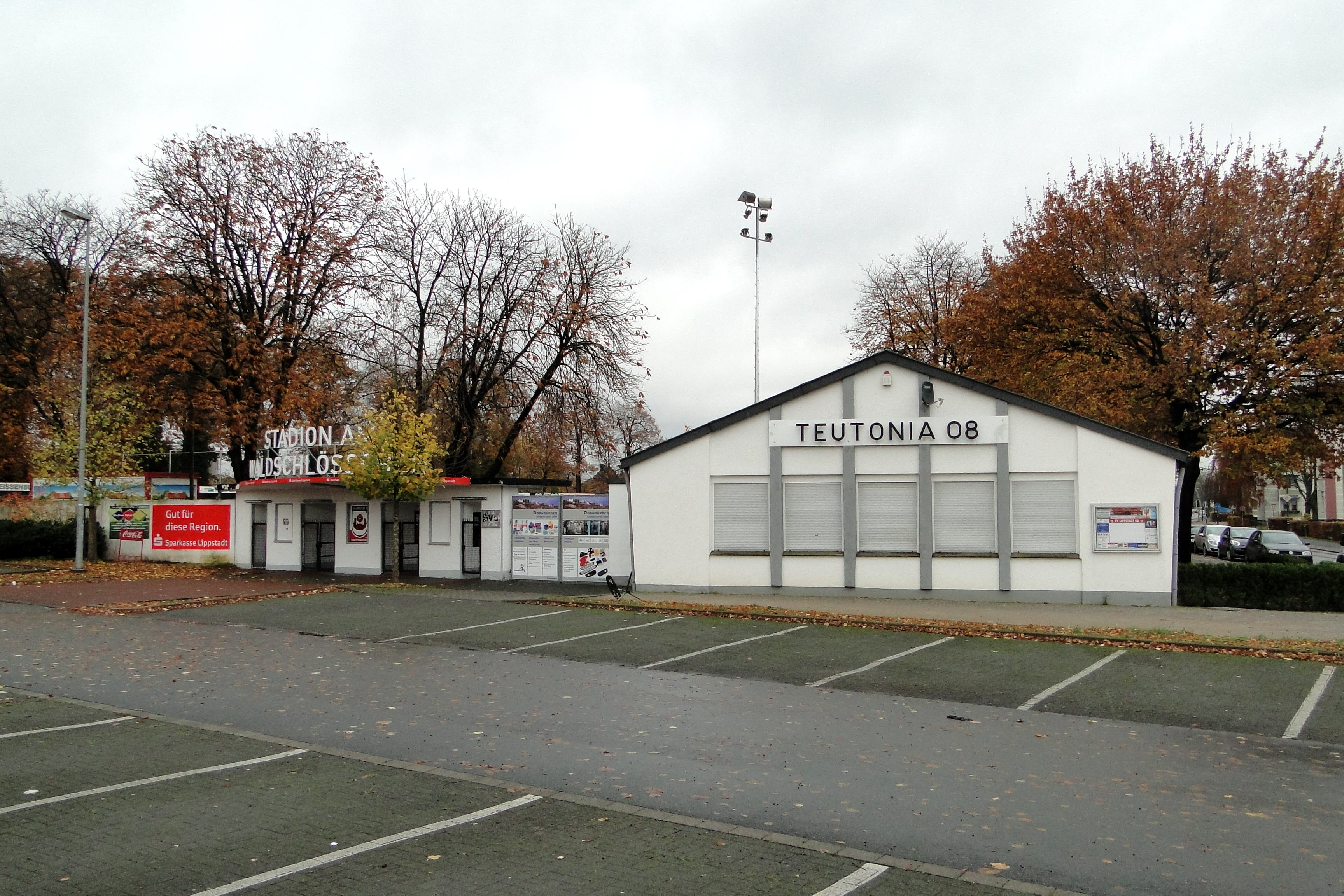
Stadion am Waldschlößchen

Nach Kriegsende wurde am 22. September 1945 der Turn- und Sportverein Lippstadt als Zusammenschluss aller örtlichen Vereine gebildet. Kurze Zeit später wurde die Teutonia wiedergegründet, die 1947 nach zwei Entscheidungsspielen gegen den FC TuRa Bergkamen den Aufstieg in die zweitklassige Landesliga schaffte. Mit zwei Punkten Rückstand auf Preußen Münster wurde die Teutonia in der Saison 1947/48 Vizemeister. Ein Jahr später lehnte der Verein das Vertragsspielertum ab und verzichtete auf den Start in der II. Division. Ab 1950 spielte die Mannschaft in der eingleisigen Landesliga und erreichte 1952 den fünften Platz. Nach der Saison wurde die eingleisige Landesliga wieder abgeschafft, da sie „satzungswidrig“ war. In den folgenden Jahren wurde die Landesliga fünfgleisig weitergeführt.
Mitte der 1950er Jahre kämpfte die Teutonia gegen den Abstieg und hatte 1954 nur einen Punkt Vorsprung auf den ersten Absteiger FC Lübbecke. Im Jahre 1956 verpasste die Teutonia die neu eingeführte Verbandsliga Westfalen. Erst ein Jahr später gelingt der Mannschaft der Sprung in die höchste westfälische Amateurliga. Mit einem 4:2-Sieg im Entscheidungsspiel gegen den TSV Oerlinghausen im neutralen Gütersloh sicherte sich die Teutonia die Vizemeisterschaft hinter dem Lokalrivalen Borussia. In der Aufstiegsrunde setzte sich die Mannschaft gegen die SG Massen, Germania Herne, die Spvg Plettenberg und die SpVg Marl durch und schaffte den Aufstieg in die Verbandsliga.
Nach zwei Jahren in der Verbandsliga musste die Teutonia 1959 als Tabellenletzter absteigen. Es war der erste Abstieg der Vereinsgeschichte. Bei Germania Datteln setzte es eine 2:12-Niederlage. Auch in der Landesliga ging es bergab und 1962 folgte der Abstieg in die Bezirksklasse. Erst 1964 gelang unter Trainer Fritz Machate die Rückkehr in die Landesliga. Dieser übergab sein Amt an den ehemaligen Nationalspieler und Weltmeister von 1954 Hans Klodt. 1969 wurde die Teutonia Vizemeister hinter den Amateuren von Borussia Dortmund.

### Die letzten Jahre bis zur Fusion (1969 bis 1997)

Stammbaum des SV Lippstadt 08

In den 1970er Jahren wurde die Teutonia zu einer Fahrstuhlmannschaft. Im Jahre 1971 stieg die Mannschaft nach Entscheidungsspielen gegen den BV Selm und den SV Eintracht Heessen in die Bezirksliga ab. Nach dem sofortigen Wiederaufstieg gelang 1975 der erneute Sprung in die Verbandsliga. Nach nur zwei Jahren ging es wieder zurück in die Landesliga. Unter dem Trainer Willi Soya gelang der direkte Wiederaufstieg in die Verbandsliga. Soyas Nachfolger Ernst Maraczek vollbrachte mit der Mannschaft den Durchmarsch in die 1978 neu geschaffene Oberliga Westfalen.
Mit dem elften Platz in der Saison 1980/81 erreichte die Teutonia die beste Platzierung in ihrer Oberligazeit. Nachdem fünf Stammspieler zum Lokalrivalen Borussia wechselten stieg die Mannschaft zwei Jahre später ab. Der Abwärtstrend setzte sich fort. 1986 konnte die Teutonia nur durch einen 2:1-Sieg im Entscheidungsspiel gegen den VfB Waltrop den Klassenerhalt sichern. Ein Jahr später benötigte die Mannschaft erneut ein Entscheidungsspiel, um mit einem 1:0 gegen den TSV Marl-Hüls den Ligaverbleib zu sichern. Zwei Jahre später folgte der Abstieg in die Landesliga. Nachdem die Mannschaft monatelang die Tabelle angeführt hatte, wurde die Teutonia noch vom SV Holzwickede abgefangen. Erst 1990 gelang die Rückkehr in die Verbandsliga.
Ein Jahr später rettete sich die Teutonia nach einem 2:0-Sieg nach Verlängerung gegen Rot-Weiß Unna vor dem Wiederabstieg. 1992 war die Teutonia zunächst sportlich abgestiegen, verblieb jedoch nach einer Entscheidung am Grünen Tisch in der Verbandsliga. Durch einen erhöhten Aufstieg in die Oberliga musste nur der Tabellenletzte der Verbandsliga absteigen. Das Entscheidungsspiel gegen den punktgleichen Bünder SV gewann die Teutonia mit 6:1. Ein Jahr später stieg die Teutonia dann in die Landesliga ab, schaffte aber unter Trainer Elmar Wienecke den direkten Wiederaufstieg. Bis zur Fusion traten die Lippstädter in der Verbandsliga an.

## Statistik

### Erfolge
- Meister der Verbandsliga Westfalen 2: 1997
- Meister der Landesliga Westfalen 5: 1978, 1990

### Platzierungen
Grün unterlegte Platzierungen kennzeichnen einen Aufstieg, rot unterlegte einen Abstieg. Bei gelb unterlegten Platzierungen hat sich die Mannschaft für eine Aufstiegsrunde qualifiziert.
| Spielzeit | Liga                       | Level | Platz |
| --------- | -------------------------- | ----- | ----- |
| 1945/46   | Kreisliga Hellweg 2        | II    | 06.   |
| 1946/47   | Bezirksklasse Westfalen 6b | II    | 01.   |
| 1947/48   | Landesliga Westfalen 2     | II    | 02.   |
| 1948/49   | Landesliga Westfalen 3     | II    | 03.   |
| 1949/50   | Landesliga Westfalen 1     | III   | 10.   |
| 1950/51   | Landesliga Westfalen       | III   | 06.   |
| 1951/52   | Landesliga Westfalen       | III   | 05.   |
| 1952/53   | Landesliga Westfalen 1     | III   | 09.   |
| 1953/54   | Landesliga Westfalen 1     | III   | 12.   |
| 1954/55   | Landesliga Westfalen 1     | III   | 08.   |
| 1955/56   | Landesliga Westfalen 1     | III   | 09.   |
| 1956/57   | Landesliga Westfalen 1     | IV    | 02.   |
| 1956/57   | Aufstiegsrunde             | IV    | 01.   |
| 1957/58   | Verbandsliga Westfalen 1   | III   | 11.   |
| 1958/59   | Verbandsliga Westfalen 1   | III   | 16.   |
| 1959/60   | Landesliga Westfalen 5     | IV    | 07.   |
| 1960/61   | Landesliga Westfalen 5     | IV    | 11.   |
| 1961/62   | Landesliga Westfalen 5     | IV    | 13.   |

| Spielzeit | Liga                      | Level | Platz |
| --------- | ------------------------- | ----- | ----- |
| 1962/63   | Bezirksklasse Westfalen 8 | V     | 04.   |
| 1963/64   | Bezirksklasse Westfalen 8 | V     | 01.   |
| 1964/65   | Landesliga Westfalen 5    | IV    | 05.   |
| 1965/66   | Landesliga Westfalen 5    | IV    | 03.   |
| 1966/67   | Landesliga Westfalen 5    | IV    | 05.   |
| 1967/68   | Landesliga Westfalen 5    | IV    | 03.   |
| 1968/69   | Landesliga Westfalen 5    | IV    | 02.   |
| 1969/70   | Landesliga Westfalen 5    | IV    | 12.   |
| 1970/71   | Landesliga Westfalen 5    | IV    | 15.   |
| 1971/72   | Bezirksklasse Westfalen 4 | V     | 01.   |
| 1972/73   | Landesliga Westfalen 5    | IV    | 07.   |
| 1973/74   | Landesliga Westfalen 5    | IV    | 03.   |
| 1974/75   | Landesliga Westfalen 5    | IV    | 01.   |
| 1975/76   | Verbandsliga Westfalen 2  | III   | 15.   |
| 1976/77   | Verbandsliga Westfalen 1  | III   | 18.   |
| 1977/78   | Landesliga Westfalen 5    | IV    | 01.   |
| 1978/79   | Verbandsliga Westfalen 2  | IV    | 01.   |
| 1979/80   | Oberliga Westfalen        | III   | 15.   |

| Spielzeit | Liga                     | Level | Platz |
| --------- | ------------------------ | ----- | ----- |
| 1980/81   | Oberliga Westfalen       | III   | 11.   |
| 1981/82   | Oberliga Westfalen       | III   | 13.   |
| 1982/83   | Oberliga Westfalen       | III   | 17.   |
| 1983/84   | Verbandsliga Westfalen 1 | IV    | 05.   |
| 1984/85   | Verbandsliga Westfalen 2 | IV    | 03.   |
| 1985/86   | Verbandsliga Westfalen 2 | IV    | 16.   |
| 1986/87   | Verbandsliga Westfalen 2 | IV    | 15.   |
| 1987/88   | Verbandsliga Westfalen 1 | IV    | 15.   |
| 1988/89   | Landesliga Westfalen 5   | V     | 02.   |
| 1989/90   | Landesliga Westfalen 5   | V     | 01.   |
| 1990/91   | Verbandsliga Westfalen 1 | IV    | 13.   |
| 1991/92   | Verbandsliga Westfalen 1 | IV    | 15.   |
| 1992/93   | Verbandsliga Westfalen 1 | IV    | 14.   |
| 1993/94   | Landesliga Westfalen 5   | V     | 02.   |
| 1994/95   | Verbandsliga Westfalen 1 | IV    | 08.   |
| 1995/96   | Verbandsliga Westfalen 1 | IV    | 05.   |
| 1996/97   | Verbandsliga Westfalen 1 | IV    | 04.   |

## Persönlichkeiten
- Detlev Brüggemann
- Dettmar Cramer
- Norbert Dölitzsch
- Uwe Erkenbrecher
- Michael Henke
- Hans Klodt
- Meinolf Koch
- Jens Langeneke
- Dirk Langerbein
- Fritz Machate
- Klaus Petri
- Karl-Heinz Schmal
- Heinrich Simon
- Willi Soya
- Robertas Tautkus
- Elmar Wienecke
- Paul Zielinski